# Anomalie congénitale oculaire multiple
L'anomalie congénitale oculaire multiple (ACOM) est une maladie génétique du cheval, causée par l'allèle dominant du gène Silver. Elle ne touche donc que les chevaux exprimant ce gène. 
Rare chez les chevaux d'Europe, elle touche particulièrement la race du Comtois. 
Les chevaux Comtois hétérozygotes sont faiblement affectés, subissant essentiellement des kystes irido-ciliaires. Les Comtois homozygotes sont plus fortement touchés, à sévérité variable, par des cornea globosa, dysplasies ciliaires, cataractes et décollements de la rétine, qui peuvent très fortement affecter leur vision. 
Ces anomalies résultent d'un effet pléiotropique de la protéine premelanosome.